# Rhô
Cette page contient des caractères spéciaux ou non latins. S’ils s’affichent mal (▯, ?, etc.), consultez la page d’aide Unicode.
Pour les articles homonymes, voir Rho (homonymie).
Rhô (capitale Ρ, minuscule ρ ou parfois ϱ ; en grec ρω) est la dix-septième lettre de l'alphabet grec, précédée par pi et suivie par sigma. Dérivée de la lettre rosh  de l'alphabet phénicien, elle est l'ancêtre de la lettre R de l'alphabet latin et de la lettre Р de l'alphabet cyrillique.

## Usage
En grec moderne comme en grec ancien, la lettre rhô représente une consonne alvéolaire voisée roulée (/r/). Rhô est généralement considéré (avec lambda et parfois mu ou nu) comme une consonne « liquide », ce qui est un point important pour une étude de morphologie.
Dans le système de numération grecque, rhô vaut 100 ; par exemple ‹ ρʹ › représente le nombre 100.
Comme la plupart des autres lettres grecques, le rhô est parfois utilisé en dehors de son contexte alphabétique grec dans les sciences. ρ sert par exemple en physique à noter la masse volumique ou la résistivité, et en mathématiques à noter le rayon dans les coordonnées sphériques. En mathématiques, la notation {\displaystyle \rho (A)} désigne le rayon spectral.

## Histoire

### Origine
La lettre rhô tire son origine de la lettre correspondante de l'alphabet phénicien, . Celle-ci provient peut-être de l'alphabet protosinaïtique, une écriture utilisée dans le Sinaï il y a plus de 3 500 ans, elle-même probablement dérivée de certains hiéroglyphes égyptiens ; le hiéroglyphe sur lequel la lettre phénicienne est basée signifierait « tête » . L'alphabet phénicien atteint une forme plus ou moins standard vers le XIe siècle av. J.-C. Sa 20e lettre est une consonne (l'alphabet phénicien est un abjad qui ne note pas les voyelles) correspondant probablement au son [r].
La lettre correspondante de l'alphabet sudarabique est , ra, correspondant à la lettre ረ, nä, de l'alphasyllabaire guèze. Dans les alphabets sémitiques, la lettre phénicienne conduit au syriaque ܪ, à l'hébreu ר, à l'araméen 𐡓, à l'arabe ﺭ et au berbère ر.

### Alphabets archaïques

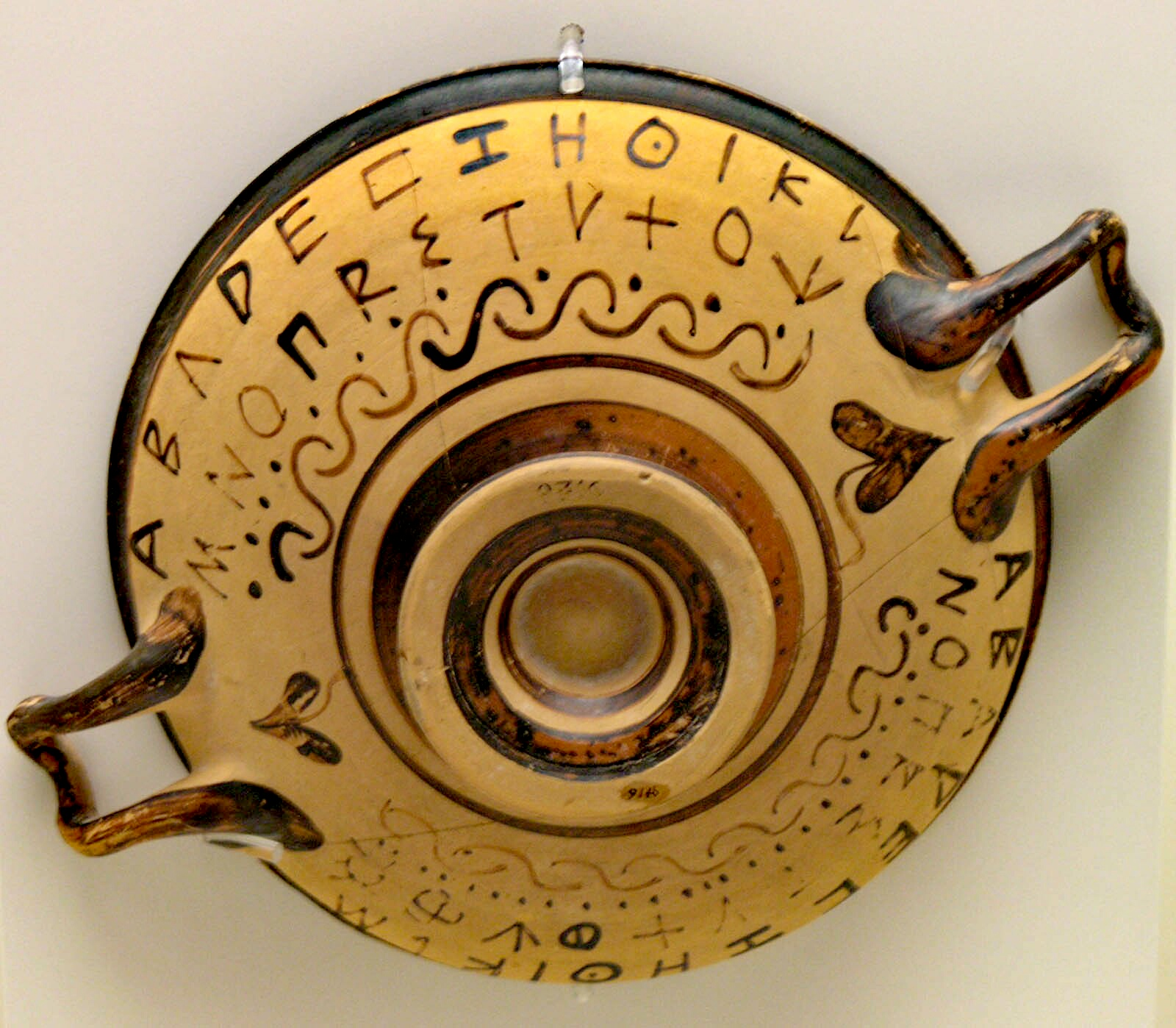
Alphabet grec peint sur la panse d'une coupe attique à figures noires. Le rhô possède une forme ressemblant au « R » latin moderne.

L'alphabet grec dérive directement de l'alphabet phénicien. Sa 20e lettre est utilisée pour noter un son proche du phénicien ; la position exacte du rhô dans l'alphabet dépend de l'emploi ou non des lettres digamma, san, koppa ou xi suivant les dialectes.
Dans les alphabets grecs archaïques, le haut du rhô peut être courbe plutôt qu'anguleux, approchant un P latin. On trouve les variantes suivantes :
- (Achaïe, Arcadie, Argos, Attique, Béotie, Cnide, Corinthe, Crète, Délos, Égine, Eubée, Ionie, Ithaque, Laconie, Milos, Naxos, Paros, Rhodes, Santorin, Sicyone, Thessalie, Tirynthe)
- (Achaïe, Arcadie, Argos, Béotie, Eubée, Ithaque, Laconie, Paros, Santorin, Thessalie)
- (Ionie, Mégare, Sicyone)
- (Mégare)

### Évolution
La forme actuelle de la lettre provient de l'alphabet utilisé en Ionie, qui est progressivement adopté par le reste du monde grec antique (Athènes passe un décret formel pour son adoption officielle en 403 av. J.-C. ; son usage est commun dans les cités grecques avant le milieu du IVe siècle av. J.-C.). La lettre prend à ce moment la 17e position de l'alphabet, entre pi et sigma.
L'alphabet grec reste monocaméral pendant longtemps. Les formes minuscules proviennent de l'onciale grecque, une graphie particulière créée à partir de la majuscule et de la cursive romaine vers le IIIe siècle et adaptée à l'écriture à la plume, et sont créées vers le IXe siècle. Pendant la Renaissance, les imprimeurs adoptent la forme minuscule pour les polices bas-de-casse, et modèlent les lettres capitales sur les formes des anciennes inscriptions, conduisant le grec à devenir bicaméral.

### Nom
Tout comme la plupart des noms des autres lettres, « rhô » ne signifie rien de particulier en grec et n'est qu'un emprunt direct au nom de la lettre en phénicien. Il est supposé que le nom de la lettre phénicienne correspondante signifierait « tête ».
En grec, la lettre est appelée ρω (rô) ou ρο (ro), prononcée /ɾo/. En grec ancien, la lettre est appelée ῥῶ (rhỗ), prononcée vraisemblablement /r̥ɔ́͜ɔ/.

### Dérivés
L'alphabet étrusque est dérivé de l'alphabet grec employé en Eubée — alphabet que les Étrusques apprennent à Pithécusses (Ischia), près de Cumes. L'alphabet eubéen utilise une variante du rhô possédant un trait diagonal à droite,  et cette forme est reprise par les Étrusques. L'alphabet latin descend directement de l'alphabet étrusque ; le rhô conduit ainsi à la lettre R.
Dans l'alphabet cyrillique, le rhô donne naissance à la lettre er, Р.
Dans l'alphabet copte, la lettre conduit à la lettre rō, Ⲣ.

Rosh phénicien
Rhô épigraphique grec
Rhô grec majuscule moderne
Écriture onciale
Variantes cursives
Variantes minuscules
Rhô grec minuscule moderne
Variante épigraphique eubéenne
R étrusque
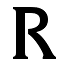
R romain
Er cyrillique
Rō copte

## Diacritiques
Dans l'orthographe polytonique du grec ancien, rhô peut être diacritée par un esprit :
- esprit rude : ῥ
- esprit doux : ῤ

Dans la Grèce antique, les lettres grecques n'existent qu'en capitales et ne comportent aucun signe diacritique. Ceux-ci sont inventés progressivement à partir de l'époque hellénistique et deviennent systématiques dès le IXe siècle. Les esprits sont inventés dès le IIIe siècle av. J.-C. pour transcrire la présence d'une consonne [h] au début d'un mot. Lorsque l'esprit rude prend sa forme définitive, le grec n'utilise plus le phonème /h/ depuis longtemps : l'invention et la perfection de ces diacritiques sont un archaïsme grammatical, permettant de rendre compte d'une prononciation correcte dans des textes anciens.
Dans le dialecte ionien-attique d'Athènes (qui donne naissance, en devenant la koinè, au grec moderne), le phonème /r/ est toujours sourd à l'initiale : ῥόδον (« (la) rose ») se prononce ['r̥odon] et non ['rodon]. Il existe également des dialectes grecs anciens à psilose (disparition de l'aspiration) ; c'est le cas de l'éolien de Sappho, par exemple.
En orthographe polytonique, tout rhô initial comporte un esprit rude. Sa transcription est toujours rendue par « rh » en français : ῥεῦμα (« flux ») est transcrit rheûma (« flux ») et les mots français dérivant d'un terme grec à rhô initial sont orthographiés débutant par un « rh » (« rhume », « rhinocéros », etc.). Pour les textes provenant de dialectes grecs à psilose, les éditions modernes utilisent parfois spécifiquement l'esprit doux sur le rhô initial.
Deux rhôs successifs peuvent se rencontrer à l'intérieur d'un mot. Dans ce cas, l'orthographe polytonique permet de marquer le premier d'un esprit doux et le second d'un esprit rude : -ῤῥ-, comme dans πολύῤῥιζος (polýrrhizos), « qui a plusieurs racines ». Cet usage n'est généralement pas employé dans les éditions françaises des textes grecs, où le mot est écrit πολύρριζος. La transcription est cependant rendue par « rrh », graphie que l'on retrouve dans des mots français tels que « catarrhe » , du grec κατὰ (katà), « de haut en bas », et ῥέω (rhéô), « couler ».

## Typographie
La forme bas-de-casse du rhô possède deux variantes typographiques, héritées de l'écriture manuscrite médiévale. La première, de très loin la plus courante en typographie moderne, ressemble à un rhô capitale en plus petit : ρ. La deuxième dérive d'une variante de l'écriture cursive où la barre verticale est recourbée sur la droite : ϱ. Cette variante est appelée rhô cursif ou rhô à queue ; elle est parfois utilisée dans des contextes techniques comme symbole.

## Codage
- La majuscule Ρ possède les codages suivants :
  - Unicode : U+03A1
  - Entité HTML : &Rho;
  - TeX : \Rho ; {\displaystyle \mathrm {P} }
  - DOS Greek : 144
  - DOS Greek-2 : 199
  - Windows-1253 : 209

- La minuscule ρ possède les codages suivants :
  - Unicode : U+x03C1
  - Entité HTML : &rho; ϱ
  - TeX : \rho ; {\displaystyle \rho }
  - DOS Greek : 168
  - DOS Greek-2 : 235
  - Windows-1253 : 241

- La forme cursive ϱ possède les codages suivants :
  - Unicode : U+03F1
  - Entité HTML : &rhov;
  - TeX : \varrho ; {\displaystyle \varrho }

Le tableau suivant recense les différents caractères Unicode utilisant le rhô :
| Bloc Unicode                           | Caractère | Nom                                                         |
| -------------------------------------- | --------- | ----------------------------------------------------------- |
| Grec et copte                          | Ρ         | Lettre majuscule grecque rhô                                |
| Grec et copte                          | ρ         | Lettre minuscule grecque rhô                                |
| Grec et copte                          | ϱ         | Symbole grec rhô                                            |
| Grec et copte                          | ϼ         | Symbole grec rhô barré                                      |
| Grec étendu                            | ῤ         | Lettre minuscule grecque rhô esprit doux                    |
| Grec étendu                            | ῥ         | Lettre minuscule grecque rhô esprit rude                    |
| Grec étendu                            | Ῥ         | Lettre majuscule grecque rhô esprit rude                    |
| Symboles mathématiques alphanumériques | 𝚸         | Majuscule mathématique grasse rhô                           |
| Symboles mathématiques alphanumériques | 𝛒         | Minuscule mathématique grasse rhô                           |
| Symboles mathématiques alphanumériques | 𝛲         | Majuscule mathématique italique rhô                         |
| Symboles mathématiques alphanumériques | 𝜌         | Minuscule mathématique italique rhô                         |
| Symboles mathématiques alphanumériques | 𝜬         | Majuscule mathématique italique grasse rhô                  |
| Symboles mathématiques alphanumériques | 𝝆         | Minuscule mathématique italique grasse rhô                  |
| Symboles mathématiques alphanumériques | 𝝦         | Majuscule mathématique grasse sans empattement rhô          |
| Symboles mathématiques alphanumériques | 𝞀         | Minuscule mathématique grasse sans empattement rhô          |
| Symboles mathématiques alphanumériques | 𝞠         | Majuscule mathématique italique grasse sans empattement rhô |
| Symboles mathématiques alphanumériques | 𝞺         | Minuscule mathématique italique grasse sans empattement rhô |